# Sipahi
Sipahi del persa sipah (exèrcit) fou una paraula emprada a diversos lloc que va acabar designat als soldats. D'aquesta paraula deriven:
- L'angles sepoy
- El català sipai
- El francès cipaye
- El castellà cipayo
- El basc zipaio (en aquest cas s'utilitza a més, modernament, principalment pels independentistes bascos per anomenar als que ells anomenen com a policies bascos al servei d'Espanya i que obeeixen ordes o consignes nacionalistes castellanes o unionistes, és a dir a l'Ertzaintza).

A l'Imperi Otomà van donar lloc als sipahis, a l'Àfrica del Nord als spahi (espahies) i a l'Índia als sipais.